# NGC 5866
NGC 5866, també coneguda com a Galàxia de l'Eix és una galàxia lenticular, és relativament brillant, i s'ubica a la Constel·lació del Dragó, on es pot veure de costat. Alguns astrònoms consideren que la NGC 5866 pot ser el Messier 102, en cas que efectivament Messier 102 no fou una entrada doble errònia de la Messier 101.
Cap destacar que, tot i que la Galàxia de l'Eix és classificada oficialment com una galàxia lenticular, existeix realment la probabilitat que la galàxia sigui una espiral que ha nascut aviat; de fet, una recent investigació mostra formació estel·lar a la galàxia, tot i que molt reduïda, així com la presència de certa quantitat de gasos freds.
Un dèbil cinturó d'estrelles envolta la NGC 5866, el qual s'ha interpretat com les restes d'una galàxia de dimensions més reduïdes que ha sigut empassada per ella.
Amb conjunt amb les galàxies NGC 5879 i NGC 5907, la Galàxia de l'Eix forma un petit grup de galàxies, conegut com a Grupo del NGC 5866.
Es creu que la galàxia NGC 5866 fou descoberta, probablement, pels astrònoms Pierre Méchain o Charles Messier l'any 1781, més d'independentment trobada per William Herschel l'any 1788.